# Философия Бхагавад-гиты
«Философия „Бхагавад-гиты“» (англ. Philosophy of the Bhagavad Gita) — самое большое произведение индусского теософа Т. Субба Роу, представляющее собой серию из пяти лекций, прочитанных на X ежегодном съезде Теософского Общества в 1885 году (первая) и на XI съезде 27, 28, 29 и 30 декабря 1886 года (следующие четыре). Впервые лекции были опубликованы в журнале «The Theosophist». Отдельным изданием под заголовком «Размышления о „Бхагавад-гите“» (англ. Discourses on the Bhagavat gita) работа вышла в Бомбее в 1888 году под редакцией Токарама Татьи. Неоднократно переиздавалась на языке оригинала, а также на немецком, французском, нидерландском и русском языках.

## Логос и человеческая монада
В первой лекции Субба Роу говорит, что Кришна — это Логос, который осеняет человеческое «я», и его дар — его сестра в браке с Арджуной — олицетворяет союз между светом Логоса и человеческой монадой. «Стоит заметить, что Арджуна хотел, чтобы Кришна не боролся за него, а действовал лишь как его возничий и был его другом и советником. Из этого можно понять, что человеческая монада должна вести свою собственную битву, получая, как только вступит на истинный путь, помощь своего собственного Логоса».

## Строение микрокосма
Во второй лекции Субба Роу подчёркивает, что Теософское Общество учреждено на космополитической основе. Его члены «не обручены» с какой-либо особенной верой или конкретной системой религиозной философии и должны считать себя исследователями, которым открыта любая философская система.

«В настоящее время не все мы единодушны по части какой-либо конкретной философии, что могла бы проповедоваться как философия нашего Общества. Это, без сомнения, очень безопасная позиция для начала. Но из всего этого не следует, что мы должны быть исследователями и только исследователями. Мы сможем, несомненно, выявить фундаментальные принципы всей философии и основать на них систему, которая будет наилучшим образом соответствовать нашим нуждам и чаяниям. Имейте это в виду и не принимайте мои взгляды как взгляды Общества или же, как взгляды какого-либо другого авторитета, высшего, чем я сам. Я просто представлю их, чтобы они были рассмотрены так, как они того заслуживают. Это результаты моих собственных исследований различных систем философии и никакого высшего авторитета им не приписывается. Только в таком свете я хотел бы видеть те немногие замечания, что собираюсь сделать».— Из Раздела I
Далее, говоря о строении микрокосма, автор утверждает, что, по мнению ведантистов, и, как ему кажется, по мнению Кришны, человек представляет собой четвёрку. У него есть, во-первых, физическое тело, или стхула-шарира, во-вторых, астральное тело, или сукшма-шарира, в-третьих, местопребывание его высшей индивидуальности, карана-шарира, и в-четвёртых, наконец, своя атма. Относительно конкретной природы этого четвёртого принципа, несомненно, существует разница во мнениях, которая дала начало различным ошибочным пониманиям. Например, согласно некоторым последователям философии санкхья, по крайней мере, тех, кто называется ниришвара-санкхьи, у человека есть три этих принципа с их авьяктой, завершающей четвёрку. Эта авьякта есть мулапракрити, или скорее, Парабрахман, проявленный в мулапракрити, как в его упадхи. С этой точки зрения Парабрахман является в действительности четвёртым принципом, высшим принципом в человеке; а другие три принципа просто существуют в нём и по причине его.
Критика автором лекций семеричной конституции человека, о которой теософы писали во многих книгах и статьях, положила начало продолжительной (с апреля по август 1887 г.) дискуссии между ним и Е. П. Блаватской на страницах журнала «The Theosophist». В 1888 году в «Тайной доктрине» она опубликовала и «брахманистскую» классификацию Субба Роу, принятую в раджа-йоге, и свою «трансгималайскую» классификацию.

## Философия Логоса
Субба Роу считает, что «Бхагавад-гита» может быть названа книгой философии Логоса, так как трудно найти страницу, на которой прямо или косвенно не говорится о нём.

Вся философия этой книги — это философия Логоса. В общем-то, Христос или Будда могли использовать те же слова, что и Кришна.

В десятом стихе матбхава значит положение Логоса. Кришна говорит, что было несколько махатм, ставших Ишварами, или полностью объединивших свои души с Логосом.

В большинстве случаев Кришна, или Логос, может быть просто беспристрастным свидетелем, наблюдающим продвижение человеческой монады и не озабоченным её интересами. Но в тех случаях, где сделан истинный духовный прогресс, приготовляется путь для окончательного соединения с Логосом. Это начинается таким образом — Логос начинает проявлять больший интерес к благополучию этой индивидуальности и становится её светом и руководителем, наблюдает за ней и защищает её. Таким путём начинается приближение Логоса к человеческой душе. Этот интерес всё более и более увеличивается, пока человек не достигнет высшего духовного развития; Логос входит в него, и тогда, вместо того, чтобы обнаружить в себе просто отражение Логоса, он находит там сам Логос. Тогда имеет место окончательный союз, после чего для человека больше не будет воплощений. Только в этом случае Логос становится более, чем незаинтересованным наблюдателем.— Из Раздела III
Субба Роу говорит, что, имея дело с человечеством, Кришна совершенно беспристрастен в своей духовной помощи. Для него не имеет ни малейшего значения то, к какому виду ашрама может принадлежать человек, какого ритуала или символа веры он придерживается; он не делает никакого различия между шудрами и брахманами, мужчинами и женщинами, высшими и низшими классами. Его помощь распространяется на всех, есть лишь один путь достижения Его, и этим путём может воспользоваться каждый.
В конце своей последней лекции Субба Роу говорит, что Теософское Общество стоит на совершенно несектантской основе; оно симпатизирует всякой религии, но не всякому злоупотреблению, существующему под личиной религии; и, симпатизируя каждой религии и делая всё, что в его силах, для восстановления общих оснований, лежащих под всеми религиозными верованиями, каждому его члену следует считать своим долгом просвещать в философии религии и своих собственных соотечественников, стараясь вернуть их к более чистой вере — вере, которая, без сомнения, существовала в прежние времена.

## Критика
Теософские учения, изложенные в книгах Блаватской и других членов Теософского Общества, неоднократно подвергались жёсткой критике. Многие учёные выражали сомнение по поводу источников информации, сообщаемой теософами. В частности, К. Пол Джонсон утверждал, что «махатмы», о которых писали теософы и чьи письма представили, в действительности являются идеализациями людей, которые были менторами Блаватской. Джонсон заявляет, что Кут Хуми — это Такур Сингх Сандханвалиа, член Сингх Саба, Индийского национально-освободительного движения и реформаторского движения сикхов. Махатма Мориа — это Махараджа Ранбир Сингх из Кашмира, который умер в 1885 году.
Скептически настроенные авторы отметили, что имеется мало доказательств того, что «махатмы» Блаватской когда-либо существовали.

## Издания
- Discourses on the Bhagavat gita. — Bombay: Bombay Theosophical Fund, 1888. — 95 p. — (The Theosophical society's publications).
- Lectures on the study of the Bhagavat gita. — Bombay: Bombay Theosophical Fund, 1897. — 216 p.
- Philosophy of the Bhagavad-Gita. — Theosophist Office, 1912. — 137 p.
- Notes on the Bhagavad Gita. — Theosophical University Press, 1978. — ISBN 1-55700-126-x.

## Комментарии
1. ↑  «India is the home of all theosophic speculation. Oltramere says that the directive idea of Hindu civilization is theosophic. Its development covers a great many ages, each represented in Indian religious literature. There are formed the basic principles of theosophy».[1]
2. ↑  «The Theosophist», vol. VII (первая) и vol. VIII (остальные).[2]
3. ↑  «The esoteric philosophy admits of no privileges or special gifts in man save those won by his own Ego through personal effort and merit throughout a long series of reincarnations»[6].
4. ↑  «The basic teaching of theosophy is the universal brotherhood of humanity. Hence springs the preaching of toleration to all persons and to all varieties of belief, e.g. Buddhists, Christians, Atheists»[7].
5. ↑  «Karana-sarira (Sanskr.) Kārana-śarīra (from kārana cause + śarīra body, bodily frame) — cause-body or causal body; the principle or causal element which brings about not only the reimbodiment of an entity, but also its evolution during a manvantara through an endless series of reimbodiments».[10]
6. ↑  По мнению профессора Гудрик-Кларка, выбор доктрины семеричной конституции человека, который сделала Е. П. Блаватская, «на самом деле не был связан с индуистской мыслью»[11].
7. ↑  «Многие, свободные от страстей, страха и гнева, посвятившие себя Мне и полные Меня, очищенные духовной мудростью, достигли Моего состояния». («Бхагавад-гита», глава IV, стих 10)
8. ↑  См. также в «Бхагавад-гите», (9:13): «Великие души (маха-атманах), о сын Притхи, те, что не ослеплены иллюзией, находятся под покровительством божественной природы».
9. ↑  Николас Гудрик-Кларк писал, что «концепция Учителей» представляет собой идею розенкрейцеров о «невидимых и тайных адептах», работающих для прогресса человечества[16]. Также Г. Тиллетт писал: «Концепция Учителей, или махатм, представленная Блаватской, является сплавом западных и восточных идей; по её словам, местонахождение большинства из них связано с Индией или Тибетом. И она, и полковник Олкотт утверждали, что видели махатм и общались с ними. В западном же оккультизме идея „сверхчеловека“ была связана, в частности, с братствами, основанными Мартинесом де Паскуалли и Луи-Клодом де Сен-Мартеном»[17].
По мнению А. Н. Сенкевича, Субба Роу «безоговорочно признавал оккультную связь Блаватской с гималайскими Учителями»[18].
10. ↑  «Как человек, сбросив старую и изношенную одежду, надевает новую, так и душа бросает изношенные тела и облекается в новые» («Бхагавад-гита», 2:22).
См. также: Реинкарнация#Теософия
11. ↑  «Где форма и догмат заменяют дух Истины, там церкви кристаллизуются, а живая вера чуть тлеет. Так всегда было, и так всегда будет. Как на Востоке, так и на Западе»[20].
12. ↑  См. Отчёт Ходжсона, У. К. Джадж#Публикация в «Сан».
13. ↑  Религиовед Ариэль Санат, в свою очередь, подверг критике выводы Пола Джонсона за их необоснованность, утверждая, что тот «преднамеренно игнорирует главные свидетельства  реального физического существования» махатм Блаватской (См. Theosophy World).
Интересно, что Джонсон, сомневающийся в реальности махатм Блаватской, судя по одной из его публикаций, нисколько не сомневается в реальности ясновидения, поскольку сам видит ауры (См. Johnson K.P. Seeing Auras. 1995). По его словам, он был «весьма ортодоксальным теософом в течение десяти лет» и опубликовал тогда более двух десятков статей в различных теософских журналах (См. Johnson K. P. Research That is Destructive of Belief Systems. 1994).
14. ↑  Однако следует отметить, что несколько ранее А. И. Андреев писал, что  исследование  С. Грофом случаев мистического «расширения сознания» и «переживания встреч со сверхчеловеческими духовными сущностями», от которых человек получал «послания, информацию и объяснения по разным экстрасенсорным каналам», могут дать ключ к разгадке феномена теософских «махатм» —  «духовных гидов с более высокого плана сознания». (См. Андреев А. И. «Оккультист Страны Советов». М., 2004).